# Torikago Syndrome
Torikago Syndrome (鳥籠シンドローム?) è un manga shōnen'ai scritto e disegnato da Akaza Samamiya, serializzato dal 2012 al 2013 sulla rivista Asuka e successivamente raccolto in due volumi dall'editore Kadokawa Shoten. La divisione J-Pop di Edizioni BD ha tradotto e distribuito un'edizione in italiano del fumetto dal 4 maggio al 29 giugno 2016.

## Trama
Ayase è un orfano che viene adottato da un uomo misterioso che non ha mai visto prima. Si trasferisce in una scuola dove non ci sono regole e gli insegnanti non hanno accesso ai dormitori. Tenterà di scoprire chi gestisce l'accademia.

## Personaggi
Ayase Tsugumi
Nato da padre europeo e madre giapponese, Ayase è cresciuto in un orfanotrofio del Giappone a causa della loro prematura morte. Con l'aiuto di un uomo misterioso, si è trasferito alla Zugwar Academy nella madrepatria di suo padre. È molto veloce nel fuggire, al punto di diventare istantaneamente invisibile grazie alla propria forte fobia nell'essere notato).
Licht
È la prima persona incontrata da Tsugumi all'Accademia Zigwar. Invita Tsugumi a unirsi al "Gioco", anche se sembra aver già superato tutti i livelli. Spesso mangia mele.

## Pubblicazione
| Nº | Data di prima pubblicazione | Data di prima pubblicazione | Data di prima pubblicazione | Data di prima pubblicazione |
| Nº | Giapponese                  | Giapponese                  | Italiano                    | Italiano                    |
| -- | --------------------------- | --------------------------- | --------------------------- | --------------------------- |
| 1  | 20 novembre 2012            | ISBN 978-4041205129         | 4 maggio 2016               | ISBN 978-8868835729         |
| 2  | 22 marzo 2013               | ISBN 978-4041206577         | 29 giugno 2016              | ISBN 978-8868836009         |